# Khanpur
Khanpur es  un pueblo y nagar Panchayat situado en el distrito de Bulandshahr en el estado de Uttar Pradesh (India). Su población es de 17247 habitantes (2011). 

## Demografía
Según el  censo de 2011 la población de Khanpur era de 17247 habitantes, de los cuales 8942 eran hombres y 8305 eran mujeres. Khanpur tiene una tasa media de alfabetización del 54,87%, inferior a la media estatal del 67,68%: la alfabetización masculina es del 65,75%, y la alfabetización femenina del 43,37%.